# Feliks Benda
Feliks Benda (ur. 23 maja 1833 w Krakowie, zm. 26 kwietnia 1875 tamże) – polski aktor teatralny, reżyser i dyrektor teatrów.

## Życiorys
Po ukończeniu szkoły średniej w Krakowie zaangażowany został we wrześniu 1852 r. do teatru krakowskiego, gdzie występował do końca życia. Kilka miesięcy później (16 stycznia 1853 r.) debiutował w dramacie "Czaszka mordercy". Z zespołem teatru wyjeżdżał na występy do miast Galicji, zaboru pruskiego i rosyjskiego (m.in. do Poznania, Kalisza, Lublina, a także do Wiednia w r. 1856). W roku 1859 poślubił aktorkę Weronikę Zagórską.
W latach 1863–1864 należał wraz z bratem (Józefem) do zespołu Gustawa Zimajera w Czerniowcach, następnie prowadził z bratem własny zespół w Galicji (występowali m.in. w Złoczowie, Brzeżanach, Przemyślu). Następnie grał w Krakowie, zaś brat Józef Benda wrócił do teatru Zimajera w Czerniowcach, a w 1867 r. połączył swój nowy zespół z zespołem Konstantego Łobojki i dawał przedstawienia w Jarosławiu, Jaśle, Krynicy i Rzeszowie (grali tu m.in.: Marceli Zboiński, Gustaw Fiszer, Aleksander Podwyszyński, w przedstawieniach gościnnie brała też udział Helena Modrzejewska i Feliks Benda). W tym samym roku (1867) z inicjatywy Stanisława Koźmiana wyjechał do Wiednia i Paryża. W latach 1869–1871 (po ustąpieniu Koźmiana z kierownictwa artystycznego) pełnił w funkcje reżysera teatru krakowskiego. W latach 1871 i 1875 należał do komisji konkursów dram. organizowanych przez dyrekcję teatru krakowskiego. Jesienią 1871 r. spodziewając się angażu w WTR opuścił Kraków i od 21 października do 30 listopada występował gościnnie w warszawskim Teatrze Rozmaitości, nie został jednak, mimo poparcia Modrzejewskiej, zaangażowany i wrócił do Krakowa. W roku 1873 obchodził w teatrze krakowskim jubileusz dwudziestolecia pracy grając rolę Drabickiego (Pół miliona). Na wiosnę roku 1874 zachorował na gruźlicę, przerwał pracę na pięć miesięcy, leczył się w Gleichenberg i w Zakopanem. Wrócił na scenę na jesieni tego roku, ale stan zdrowia uniemożliwiał mu regularne występy. W początku 1875 r. objął ponownie funkcje reżysera. Ostatni raz wystąpił w Krakowie 17 kwietnia 1875 r. w roli Bolesława (Niewinni).

## Role
Największym sukcesem Bendy była postać Falstaffa (Wesołe kumoszki z Windsoru). Najważniejsze role w Krakowie: Papkin (Zemsta), Mazepa (Mazepa), Pietro Negri (Beatryks Cenci), Ślaz (Lilla Weneda), Gustaw (Śluby panieńskie), Valmoreau (Pojęcia pani Aubray), Tholosan (Nasi najserdeczniejsi), Carnioli (Dalila), Birac (Księżna Jerzowa), Montjoye (Montjoye), Birbancki (Dożywocie), Władysław (Mentor), Giboyer (Bezczelni), Figaro (Wesele Figara), Horodniczy (Rewizor), Pułaski (Konfederaci barscy).

## Życie prywatne
Był synem krakowskiego kupca Szymona Bendy i Józefy z Miselów, bratem aktora teatrów prowincjonalnych Józefa Bendy i muzyka Szymona Bendy, bratem przyrodnim Heleny Modrzejewskiej i aktorki – Józefy Tomaszewiczowej i przybranym ojcem aktorki Henryki Ładnowskiej. Pochowany na cmentarzu Rakowickim w Krakowie (kwatera HF, rząd płd.).

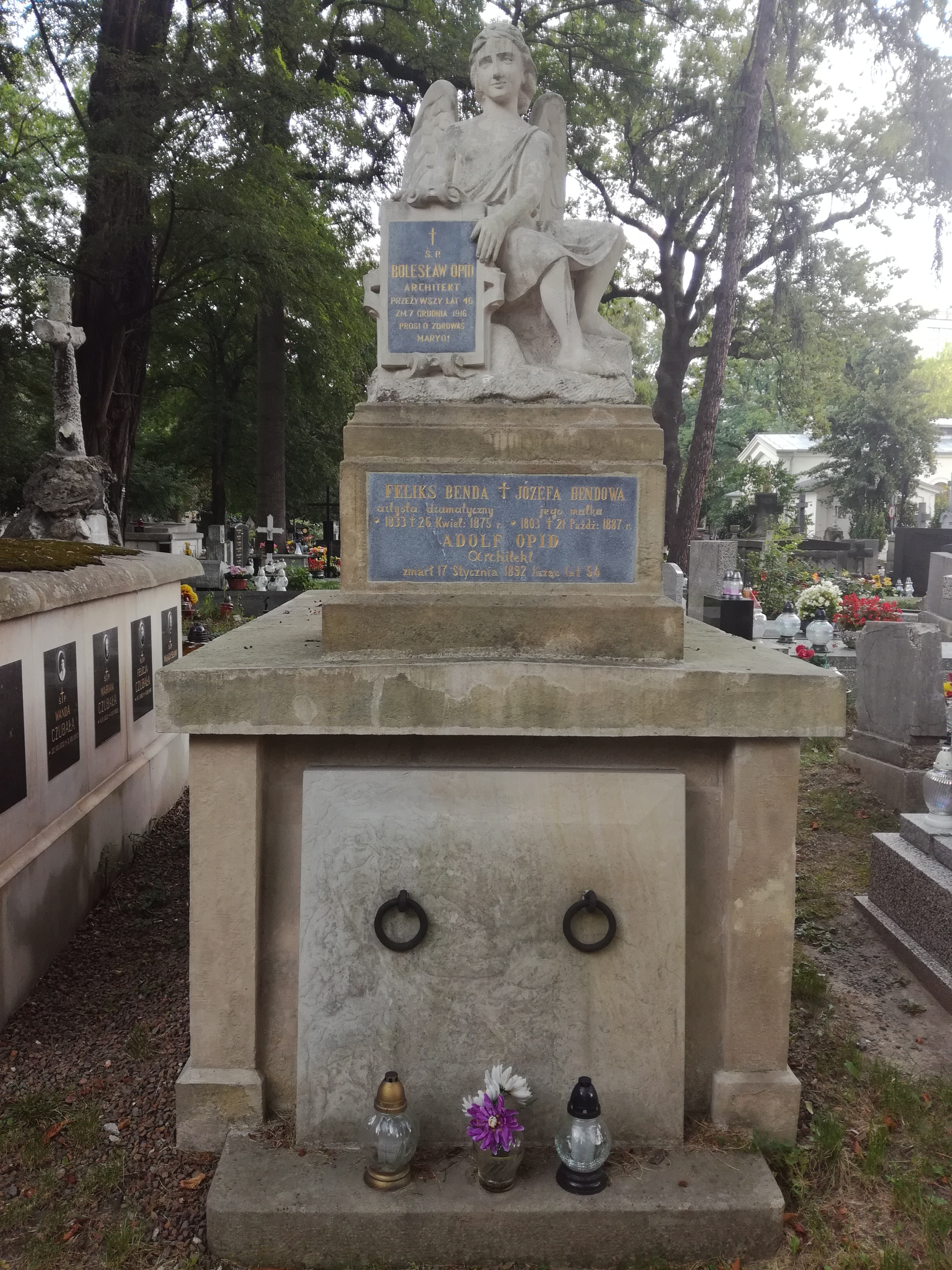
Grób Feliksa Bendy na cmentarzu Rakowickim